# 孔代莱埃尔皮
孔代莱埃尔皮（法語：Condé-lès-Herpy）是法国香槟-阿登大区阿登省的一个市镇，属于勒泰勒区波尔西安堡县。该市镇2009年时的人口为217人。

## 人口
孔代莱埃尔皮人口变化图示
| 数据来源：INSEE |